# Az emlékek őre (film)
Az emlékek őre (eredeti cím: The Giver) 2014-ben bemutatott amerikai disztópikus filmdráma, melyet Phillip Noyce rendezett, Lois Lowry 1993-as, azonos című ifjúsági regénye alapján. A főszerepben Jeff Bridges, Brenton Thwaites, Odeya Rush, Meryl Streep, Alexander Skarsgård, Katie Holmes, Cameron Monaghan, Taylor Swift és Emma Tremblay látható.
Világpremierje 2014. augusztus 11-én volt, az Amerikai Egyesült Államokban 2014. augusztus 15-én került a mozikba. A film 25 millió dolláros költségvetésből 67 millió dolláros bevételt hozott, és People's Choice Award-ra jelölték a "Kedvenc filmdráma" kategóriában. Általánosságban vegyes véleményeket kapott a kritikusoktól.

## Cselekmény
Az ifjú Jonas disztópikus világban él, ahol mindig csak egyetlen ember fejében vannak az emberiség múltbeli emlékei. Jonas élete gyökeresen megváltozik, amikor ő lesz az Emlékek Őre.

## Szereplők
| Szerep      | Színész                     | Magyar hang       |
| ----------- | --------------------------- | ----------------- |
| Az Örökítő  | Jeff Bridges                | Gáti Oszkár       |
| Jonas       | Brenton Thwaites            | Czető Roland      |
| Fiona       | Odeya Rush                  | Czető Zsanett     |
| Gabriel     | Alexander és James Jillings |                   |
| Jonas anyja | Katie Holmes                | Zsigmond Tamara   |
| Az Elöljáró | Meryl Streep                | Kovács Nóra       |
| Jonas apja  | Alexander Skarsgård         | Stohl András      |
| Asher       | Cameron Monaghan            | Berkes Bence      |
| Rosemary    | Taylor Swift                | Sipos Eszter Anna |
| Lily        | Emma Tremblay               | Vida Sára         |
| Robbie      | Thabo Rametsi               |                   |

## A film készítése
Jeff Bridges eredetileg már a kilencvenes évek közepén szerette volna forgatni a filmet, és 1998-ra meg is írták a forgatókönyvet. A film elkészítését különböző akadályok nehezítették, többek között az, amikor a Warner Bros. 2007-ben megvásárolta a jogokat. A jogok ezután a The Weinstein Company-nál és a Walden Mediánál kötöttek ki.
Bridges eredetileg úgy tervezte, hogy saját apja, Lloyd Bridges játssza a címszereplőt, Az Örökítőt, de ő 1998-ban meghalt.
A forgatás 2013. október 7-én kezdődött Fokvárosban és Johannesburgban. Meryl Streep néhány jelenetét Angliában vették fel, ahol Rob Marshall Vadregény című filmjét is forgatta, majd két hónappal később további felvételeket készítettek Paarlban, egy Fokváros melletti városban. A forgatás 2014. február 13-án fejeződött be Utah államban.

## Zene
Az emlékek őre filmzenéjét Marco Beltrami szerezte. A OneRepublic „Ordinary Human” című dala szerepelt a filmben. A filmben Tori Kelly „Silent” című száma is szerepel. A filmzene 2014. augusztus 5-én jelent meg az Interscope Records kiadásában.

## Megjelenés
Az első hivatalos előzetes a filmhez 2014. március 19-én jelent meg. 2014. április 11-én újabb részleteket mutattak be a filmből. Június 4-én egy második előzetes is megjelent.
2014. július 11-én bejelentették, hogy a The Weinstein Company és a Walden Media a Fathom Events-szel együttműködve augusztus 11-én, négy nappal a hivatalos bemutató előtt több mint 250 amerikai moziban közvetíti a vörös szőnyeges premiert. A Ziegfeld Theatre adott otthont a film premierjének New Yorkban.

## Bevétel
A film Észak-Amerikában 45,1 millió dolláros, a tengerentúlon pedig 21,9 millió dolláros bevételt hozott, ami világszerte 67 millió dolláros összbevételt jelent, szemben a 25 millió dolláros gyártási költségvetéssel.
A film a nyitónapon 4,7 millió dollárt gyűjtött. A film a nyitóhétvégén 12,3 millió dollárt hozott, ezzel az 5. helyen végzett a jegypénztáraknál.

## Hasonló filmek
- Logan futása
- Æon Flux